# پورت آلبرنی
پورت آلبرنی (به انگلیسی: Port Alberni) شهری است در جزیره ونکوور در استان بریتیش کلمبیای کانادا.
پورت آلبرنی برای ارائه مقرون به صرفه املاک و مستغلات و داشتن مردمی با سبک زندگی فعال شناخته شده است. این شهرستان در سال ۲۰۱۱ دارای جمعیت ۱۷٬۷۴۳ و تراکم منطقه ۲۵٬۳۹۶ نفر بوده است.